# Банк Монголии
Банк Монголии или Монголбанк (монг. Монголбанк?, ᠮᠣᠩᠭᠣᠯᠪᠠᠺ?) — центральный банк Монголии.

## Функции
Правовой статус и функции Банка Монголии определены в законе «О Центральном банке» и утверждены Великим государственным хуралом Монголии.
Центральный банк Монголии отвечает за реализацию государственной денежно-кредитной политики Монголии. Его основными задачами являются обеспечение стабильности национальной валюты (Монгольский тугрик) и содействие сбалансированному и устойчивому развитию национальной экономики путём поддержания стабильности финансовых рынков и банковской системы.
Банк Монголии осуществляет следующие виды деятельности в целях достижения своих целей. К ним относятся:
1. Разработка и осуществление денежно-кредитной политики путём регулирования денежной массы в экономике
2. Надзор за банковской деятельностью
3. Организация межбанковских платежей и расчётов
4. Управление золотовалютными резервами страны

Банк Монголии ежегодно разрабатывает принципы денежно-кредитной политики на следующий финансовый год и направляет их в Великий государственный хурал на утверждение. Также ежегодно Банк Монголии отчитывается перед Великим государственным хуралом о результатах реализации денежно-кредитной политики.

## История
После национальной революции 1911 года Правительство Автономной Монголии несколько раз пыталось создать собственный национальный банк, однако из-за нехватки средств и отсутствия национальных кадров эти попытки не были успешными.

### 1914 — Монгольский национальный банк
В 1914 году, через три года после национальной революции, в столице Урге под руководством министра финансов Г. Чагдаржава был открыт Монгольский национальный банк, финансируемый российским Сибирским торговым банком. Согласно уставу банка, он имел право выпуска монгольских банковских билетов на сумму в 1 миллион рублей, которые должны были беспрепятственно обмениваться на металлические деньги — серебряные монеты. Монгольские банкноты достоинством в 1, 5, 10, 25 и 100 рублей предполагалось изготовить в Экспедиции Заготовления Государственных Бумаг в Петрограде. Планировалось, что надписи на них будут на монгольском и русском языках. Их рисунок был утвержден министром финансов России П. Л. Барком. При оформлении купюры запланировали использовать национальный орнамент — свастику (позже подготовленные клише стали использоваться для денег временного правительства). Предполагалось также, что Монетный двор приступит к изготовлению серебряных и разменных медных монет для Монголии одинакового достоинства с российской медной монетой. 

### 1921 — Монгольские доллары
В 1921 году Ургу занял белогвардейский генерал Унгерн-Штернберг. По его приказу в апреле 1921 года были выпущены в обращении монгольские доллары — обязательства в 10, 25, 50 и 100 долларов с изображениями барана, быка, лошади и верблюда, ставшие де-факто первой со времён Империи национальной валютой Монголии.

### 1924 — создание Монголбанка
После того, как 13 июня 1924 года Монголия была объявлена народной республикой, правительство МНР обращается за помощью в создании монгольской национальной валюты к Советскому Союзу. По решению Совета Народных Комиссаров СССР 2 июня 1924 г. в Урге был учреждён Монгольский торгово-промышленный банк (Монголбанк) на акционерных началах Наркоматом финансов СССР и правительством МНР. Из 22 специалистов Банка 18 сотрудников были гражданами СССР, 4 гражданами Монголии.
В то время в стране обращались китайские серебряные и медные монеты, российские монеты, серебро в слитках, деньги других иностранных государств, а также различные денежные суррогаты — скот, кожи, куски шелка. Основной валютой был мексиканский серебряный доллар, обращавшийся в Китае и называвшийся «китайский янчан».
Постановлением правительства МНР от 22 февраля 1925 года о проведении денежной реформы право выпуска национальной валюты, получившей название «тугрик», было предоставлено Монголбанку. В декабре 1925 года выпущены и поступили в обращение первые в истории Монголии национальные денежные знаки — тугрики. Монгольские денежные знаки были изготовлены в Советском Союзе. Монеты были отчеканены на Монетном дворе в Ленинграде, а банкноты напечатали на Гознаке в Москве.
Одновременно с денежной реформой 1925—1927 годов Монголбанк проводил важную работу по организации кредитных операций. Предоставление краткосрочных кредитов государственным и кооперативным предприятиям и организациям явилось началом планового ведения народного хозяйства, организации учёта и контроля над производством и обращением.

### 1954 — Реформа
До 1954 года Монгобанк оставался акционерным монголо-советским банком. В 1954 году, учитывая укрепление финансово-кредитной системы Монголии и в целях содействия дальнейшему развитию её народного хозяйства, правительство СССР безвозмездно передало ей в собственность свою долю участия. В связи с этим было принято решение о реорганизации акционерного Монголбанка в Государственный банк Монгольской Народной Республики. В соответствии с уставом (утвержден в апреле 1954 года) он стал единым эмиссионным, расчётным и кассовым центром страны, банком краткосрочного и долгосрочного кредитования.

### 1980-е — Перестройка
В 1980-х годах, после распада СССР и СЭВ и свертывания торгово-экономических отношений бывших социалистических государств с Монголией, появились проблемы как в экономике страны так и в денежном обращении в связи с резким сокращением притока внешних ресурсов в экономику Монголии.
В 1991 года с принятием Закона о банках и Закона о Монголбанке (о центральном банке) банку было возвращено первоначальное название Монголбанк. Этими же законами были утверждены изменения банковской системы, в результате она стала двухъярусной — Центральный банк перестал заниматься обычной банковской деятельностью, при этом получили возможность работать банки с частным и государственным капиталом.
Банковская реформа 1991—1993 годов проводились по схеме, предложенной Международным валютным фондом, руководство реформой осуществлял советник Джеффри Сакс. Как и в других странах под патронажем МВФ реформа подпитывалась кредитом МВФ (Stand-by), выделенного под программу финансовой экономической стабилизации.

## Руководство
Руководители банка:
- В. И. Комар (1924—1931)
- Д. И. Микилман (1924—1931)
- Н. И. Дойчман (1924—1931)
- С. Довчин (1931—1939)
- Ю. Цэдэнбал (1939—1940)
- Т. Балдан (1940—1955)
- Г. Балжид (1955—1960)
- Л. Лхамсурэн (1960—1965)
- П. Тумур (1965—1975)
- Д. Данзан (1975—1981)
- Г. Худэрчулуун (1981—1991)
- Н. Жаргалсайхан (1991—1992)
- Д. Моломжамц (1992—1996)
- Ж. Унэнбат (1996—2000)
- О. Чулуунбат (2000—2006)
- А. Батсух (2006—2009)
- Л. Пурэвдорж (2009—2012)
- Н. Золжаргал (2012—2016)
- Н. Баяртсайхан (2016—2019)
- Б. Лхагвасурэн (2019 по наст. вр.)